# 北約擴張
| 北約成員國 成员国行动计划 | 加強對話夥伴计划 独立合作伙伴行动计划 和平伙伴关系计划 |

1949年至2024年北約在歐洲的成員國擴張

歐洲國家與北約的關係
北約成員國
成员国行动计划
加強對話夥伴计划
独立合作伙伴行动计划
和平伙伴关系计划

截至2024年3月歐洲各國擁有成員身份的地圖：
僅擁有歐盟成員身份
僅擁有北約成員身份
同時擁有歐盟與北約成員身份

上合組織和北約成員國

北約擴張指的是北大西洋公約組織（下稱北約）自1949年成立以來增加成員國的過程，從1949年成立時的12個創始國，目前已擴張至32個成員國，其中多數是冷戰结束後加入的中东欧國家。
不過，以擴張來解釋北約主動向東是常見的錯誤說法，北約一般不主動提邀請，而外國想要遞件的要求即相當嚴格，前提是透明的法律並穩定運行民主制，後者往往會導致在議會討論國家預算時就打消了申請念頭，因為北約的會費開銷高昂，實際上，成為北約會員國後的責任與支出繁重，故若無外部刺激，一些中立國加入與維持北約會籍意願並不高。而如果確實有強烈意願，符合最低的書面資格後，批准手續與升等的過程亦十分複雜，並需要斡旋全體成員同意，才能層層審核通過，一些東歐國家就花費不少時日辦理事務與繳納資金才獲得接受。

## 歷史
身為冷戰時局下的產物，北約是以美国为首的西方國家與蘇聯為首的東方集團國家對抗的主要軍事組織。與此相對，東方集團國家也在1955年組成華沙公約組織。
冷戰結束後，華沙公約組織隨著東方集團的瓦解而解散，其后为了达到限制俄罗斯战略空间和政治影响，北約沒有隨之解散，但面臨功能轉型的問題，內部也曾辯論是否需要將東歐部分完成民主化轉型的國家納為成員國。之後北約轉型為区域防御和域外武力军事干涉组织，在巴尔干、中东及阿富汗等地区进行军事行动，并向欧亚内陆和边缘地带继续吸納新成員國。
2022年俄乌战争成为了促使部分长年保持中立的欧洲和亚洲国家申请加入北约的催化剂。与俄罗斯领土接邻长年保持中立的瑞典与芬兰以自身安全与及俄罗斯对乌克兰攻势为鉴，于同年5月申请加入北约並於2023年4月4日和2024年3月7日正式加入。与此同时，韩国为应付主要来自朝鲜以及俄罗斯对乌克兰的网站攻击为例，加入北约下属的网络防御组织，成为该组织第一个亚洲成员国。

## 過去的加盟

### 两德合併
1990年3月18日東德舉行史上第一次民主選舉之後，東西德立即展開統一談判，最後兩德與第二次世界大戰後佔領德國的四國（美、英、法、蘇）達成《最終解決德國問題條約》，允許統一之後的德國成為完全獨立自主的國家，四個佔領國的特權全部取消。統一的德國繼續留在歐洲共同體（即後來的歐盟）以及北大西洋公約組織，原東德脫離華沙條約組織，以原西德作為兩德統一後的主體。在蘇聯解體後，俄羅斯在東德的駐軍於1994年撤離，而原東德地區亦在最終解決德國問題條約的框架下加入成為無核武地區。

### 亞得里亞海憲章
2008年4月在布加勒斯特舉行的北約峰會上，北約盟國一致認為阿爾巴尼亞、克羅埃西亞和馬其頓符合北約成員資格標準。阿爾巴尼亞和克羅埃西亞於2009年4月1日完成了加入程序並成為北約成員國。而馬其頓的部分，一旦找到希臘跟馬其頓雙方都可以接受的馬其頓國名問題解決方案，將發出邀請。亞得里亞海憲章夥伴於2008年9月決定邀請波斯尼亞和黑塞哥維那和蒙特內哥羅加入該憲章。波斯尼亞和黑塞哥維那和蒙特內哥羅在換文後確認並遵守《亞得里亞海憲章》中概述的原則。12月4日，所有亞得里亞海憲章夥伴國簽署了憲章增編，正式歡迎波斯尼亞和黑塞哥維那和蒙特內哥羅，而在2017年6月5日蒙特內哥羅正式加入北約，以及在2020年3月27日北馬其頓也正式加入北約。另外波斯尼亞和黑塞哥維那已經進入加入北約手續中。
| 日期          | 國家       | 批次     |
| ------------- | ---------- | -------- |
| 1952年2月18日 | 希腊       | 第一批   |
| 1952年2月18日 | 土耳其     | 第一批   |
| 1955年5月9日  | 西德       | 第二批   |
| 1982年5月30日 | 西班牙     | 第三批   |
| 1990年10月3日 | 德國統一   | 德國統一 |
| 1999年3月12日 | 捷克       | 第四批   |
| 1999年3月12日 | 匈牙利     | 第四批   |
| 1999年3月12日 | 波蘭       | 第四批   |
| 2004年3月29日 | 保加利亚   | 第五批   |
| 2004年3月29日 | 爱沙尼亚   | 第五批   |
| 2004年3月29日 | 拉脫維亞   | 第五批   |
| 2004年3月29日 | 立陶宛     | 第五批   |
| 2004年3月29日 | 羅馬尼亞   | 第五批   |
| 2004年3月29日 | 斯洛伐克   | 第五批   |
| 2004年3月29日 | 斯洛維尼亞 | 第五批   |
| 2009年4月1日  | 阿尔巴尼亚 | 第六批   |
| 2009年4月1日  |            | 第六批   |
| 2017年6月5日  | 蒙特內哥羅 | 第七批   |
| 2020年3月27日 | 北馬其頓   | 第八批   |
| 2023年4月4日  | 芬兰       | 第九批   |
| 2024年3月7日  | 瑞典       | 第十批   |

## 當前等待狀態

### 波士尼亞與赫塞哥維納
2018年12月5日，波士尼亞與赫塞哥維納正式申請加入北約。

### 喬治亞
2008年，布加勒斯特北約峰會作出決定，表示喬治亞將來會成為北約成員國，而喬治亞方面也在同年2008年正式申請加入北約。

### 烏克蘭
2008年，烏克蘭有意願加入北約，但具體時間未知。同年布加勒斯特北約峰會作出決定，表示乌克兰將來会成为北约成员国。2022年10月31日，烏克蘭總統與捷克總理共同簽署了關於烏克蘭正式申請加入北約的聯合聲明。

## 其他非北約國家論述以及行動

### 日本
2023年6月，北約計劃在日本東京設立駐東京辦事處。

### 南韓
2022年6月，南韓计划在北约总部布鲁塞尔设立驻北约代表处。

### 塞爾維亞
2023年4月28日，塞爾維亞總統亞歷山大·武契奇表示，只要他还是总统，塞爾維亞就不会加入北约。2024年3月24日亞歷山大·武契奇總統再在北約轟炸南聯盟25周年的悼念遇難者活動中重申上述立場。